# Нестеренко, Василий Емельянович
Василий Емельянович Нестеренко (бел. Васілій (Васіль) Емельянавіч Несцярэнка; 30 сентября 1941, Добея, Витебская область — 26 февраля 2021, Витебск) — белорусский художник, живописец, педагог. Член Белорусского Союза художников (1993).

## Биография
Родился в сельской семье партизана. После войны Василий учился в Витебске в школе № 19.
Окончил художественно-графический факультет Витебского государственного педагогического института им. С. М. Кирова (1969), аспирантуру Московского педагогического института им. В. И. Ленина (1979). С 1969 г. — преподаватель, кандидат педагогических наук (1980), доцент (1982), заведующий кафедрой изобразительного искусства (1985–1995) Витебского педагогического института. Член Белорусского союза художников (1993).
Скончался 26 февраля 2021 года.

## Педагогическая и научная деятельность

### Диссертация
- Нестеренко, В. Е. Влияние рисования по памяти на развитие образного мышления студентов первых курсов художественно-графических факультетов : диссертация … кандидата педагогических наук : 13.00.02. — Москва, 1979. — 223 с.

### Учебники и учебные пособия
- Линейный рисунок: учебно-методическое пособие для слушателей подготовительных отделений художественно-графических факультетов / В. Е. Нестеренко. — Минск : МГПИ, 1990. — 54 с.
- Рисунок головы человека / В. Е. Нестеренко. — Минск : Выш. шк., 1992. — 123 с.
- Графическая изобразительная грамота в системе подготовки художника-педагога / В. Е. Нестеренко. — Витебск : Изд-во Витеб. госуниверситета, 2000. — 83 с.
- Рисунок головы человека: учебное пособие для студентов специальностей "Живопись", "Скульптура", "Монументально-декоративное искусство", "Дизайн", "Изобразительное искусство и черчение" учреждений, обеспечивающих получение высшего образования / В. Е. Нестеренко. — Минск : Вышэйшая школа, 2006 (1-е изд-е); 2010 (2-е изд-е); 2014 (3-е изд-е) — 207 с.

## Творчество
Работал художник в технике масляной живописи, являясь автором сельских, городских лирических пейзажей, композиций, портретов, натюрмортов.
Среди работ: «Площадь Победы вечером» (1976), «Голубой Кировский мост» (1985), «Матерям и детям 1941-го» (1991), «Витебск» (1992), «Полоцкая земля. Белая Русь» (1997), «Баллада об ушачском партизане» (1999), «Витебщина. Зима» (2001), «Последние яблоки» (2005), «Сельская усадьба» (2007), «Восход солнца» (2010), «Брест. Тираспольские ворота» (2010) и др.
Участник городских, областных и республиканских выставок.

## Награды
- «Отличник народного образования»[4].